# Lumia
Lumia (Citrus lumia Risso. & Poit., Hoặc Citrus aurantiifolia (Christm. Et Panz.) Swingle var. lumia hort.) cũng được gọi là chanh lê (Citrus × lumia 'pyriformis'), vì hình dạng của nó giống như một quả lê. Nó cũng được gọi là chanh Pháp và đôi khi còn được gọi chanh ngọt, mặc dù nó không nhất thiết phải có vị ngọt. 

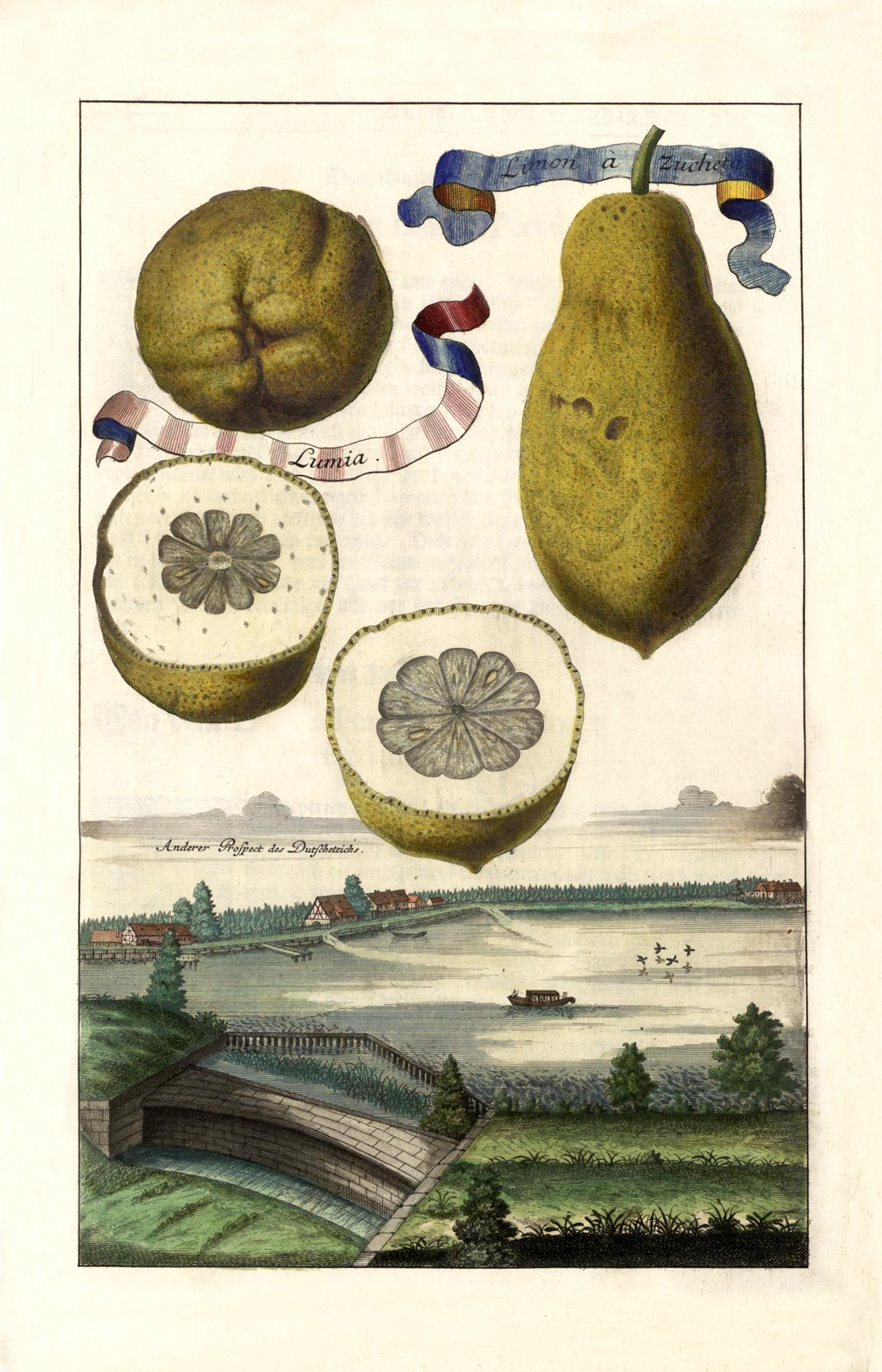
Lumia ghi chép bởiJohann Christoph ROLamer được mô tả là một quả chanh ngọt ngào.

Trong tiếng Đức, lumia được gọi là Birnenlimone, Patriarch-Citrone, Süsse Limone  hoặc Birnenlumie; trong tiếng Pháp nó được gọi là Poire du Commandeur. Trong tiếng Trung nó được gọi là Lu mi (露), trong tiếng Nhật là Rumii (ル ミ), và trong tiếng Việt là Chanh Pháp.
Quả giống như một quả có hình dạng quả lê, có vỏ dày và không ngon ngọt. Giống như một quả thanh yên, nó có thể phát triển đến một kích thước ghê gớm.

## Bưởi Adami
Có nhiều loại Lumia được gọi là Pomme D'Adammo hoặc trái cấm và cũng được bao gồm dưới tên Citrus lumia, theo Risso & Poit, tên giống là pomum adami.

## Nguồn gốc và di truyền

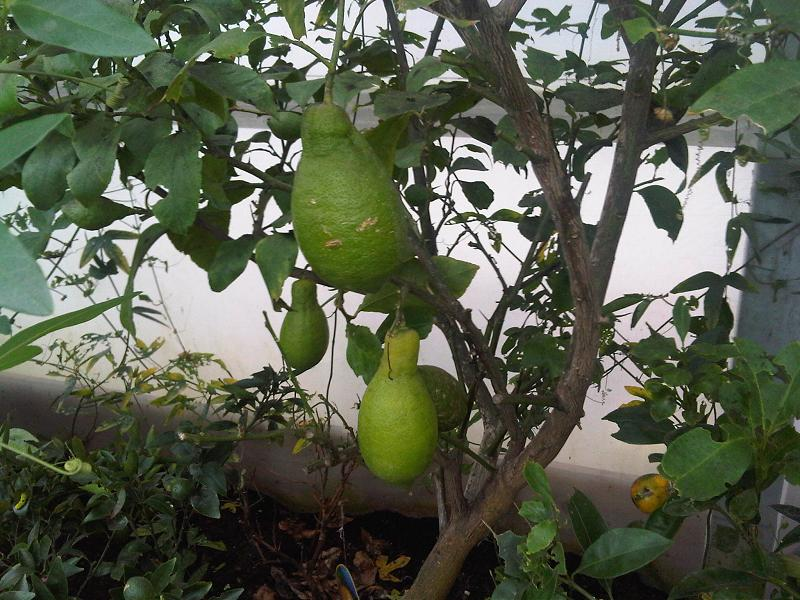
Phát triển trái cây